# Museo archeologico all'aperto Alberto Manzi
Il Museo archeologico all'aperto Alberto Manzi è un percorso didattico allestito nel pianoro del Gradone, all'interno delle suggestive Vie Cave, a pochi chilometri di distanza da Pitigliano.

## Storia
L'idea di un percorso didattico nell'area sepolcrale del pianoro del Gradone è nata durante il mandato amministrativo di Alberto Manzi, celebre educatore e pedagogista, pitiglianese d'adozione e sindaco della città dal 1995 al 1997. Dopo la morte di Alberto Manzi, sopraggiunta il 4 dicembre 1997 per una grave malattia, il progetto di realizzazione del museo all'aperto è stato portato avanti, fino alla sua definitiva inaugurazione avvenuta il 3 luglio 2004. Gestito congiuntamente al museo civico archeologico, è inserito nella rete museale provinciale Musei di Maremma.

## Percorso didattico
Percorrendo la strada regionale 74 Maremmana in direzione Manciano, pochi chilometri fuori Pitigliano si imbocca a sinistra la strada provinciale 127 Pantano e dopo pochi metri si raggiunge l'ampio parcheggio del museo all'aperto. La visita inizia poco oltre il parcheggio, dove è situato il centro di accoglienza con la biglietteria e un punto ristoro. Il percorso didattico si articola in due aree distinte collegate tra loro tramite un sentiero tortuoso che si snoda lunga la via cava del Gradone. Il museo è suddiviso in due aree: la "città dei vivi" e la "città dei morti".

### La "città dei vivi"
Nella prima area, la "città dei vivi", sono state allestite due abitazioni in scale differenti che rappresentano l'antico abitato di Pitigliano. È possibile ammirare un modello in scala reale di capanna circolare dell'età del Bronzo finale (XII-XI secolo a.C.), realizzato con alzato in impasto di argilla e paglia posizionato su una intelaiatura di pertiche e di canne; e un altro di un'abitazione etrusca dell'età arcaica (VII-VI secolo a.C.), in muratura e costituita da tre ambienti: la cucina, lo spazio per attività femminili con focolare e telaio, e il thalamos, la camera degli sposi. Il percorso continua poi all'interno della via cava del Gradone, incavata nella roccia tufacea e suggestiva via di comunicazione risalente al periodo etrusco: il sentiero si snoda tortuoso fino a raggiungere, dopo circa cinquanta metri, lo scorcio panoramico sulla valle del torrente Meleta e sul cimitero ebraico di Pitigliano; continua poi scendendo ripido, ed è la parte più difficile del percorso, dove il tufo è scivoloso per l'umidità e per la presenza di numerosi incavi realizzati per l'appoggio degli zoccoli di animali come muli e asini. Poco dopo è possibile ammirare su un'altra terrazzina panoramica la cappella dei Santi Giacomo e Filippo apostoli, chiamata comunemente cappella del Gradone, risalente al XVII secolo.

### La "città dei morti"

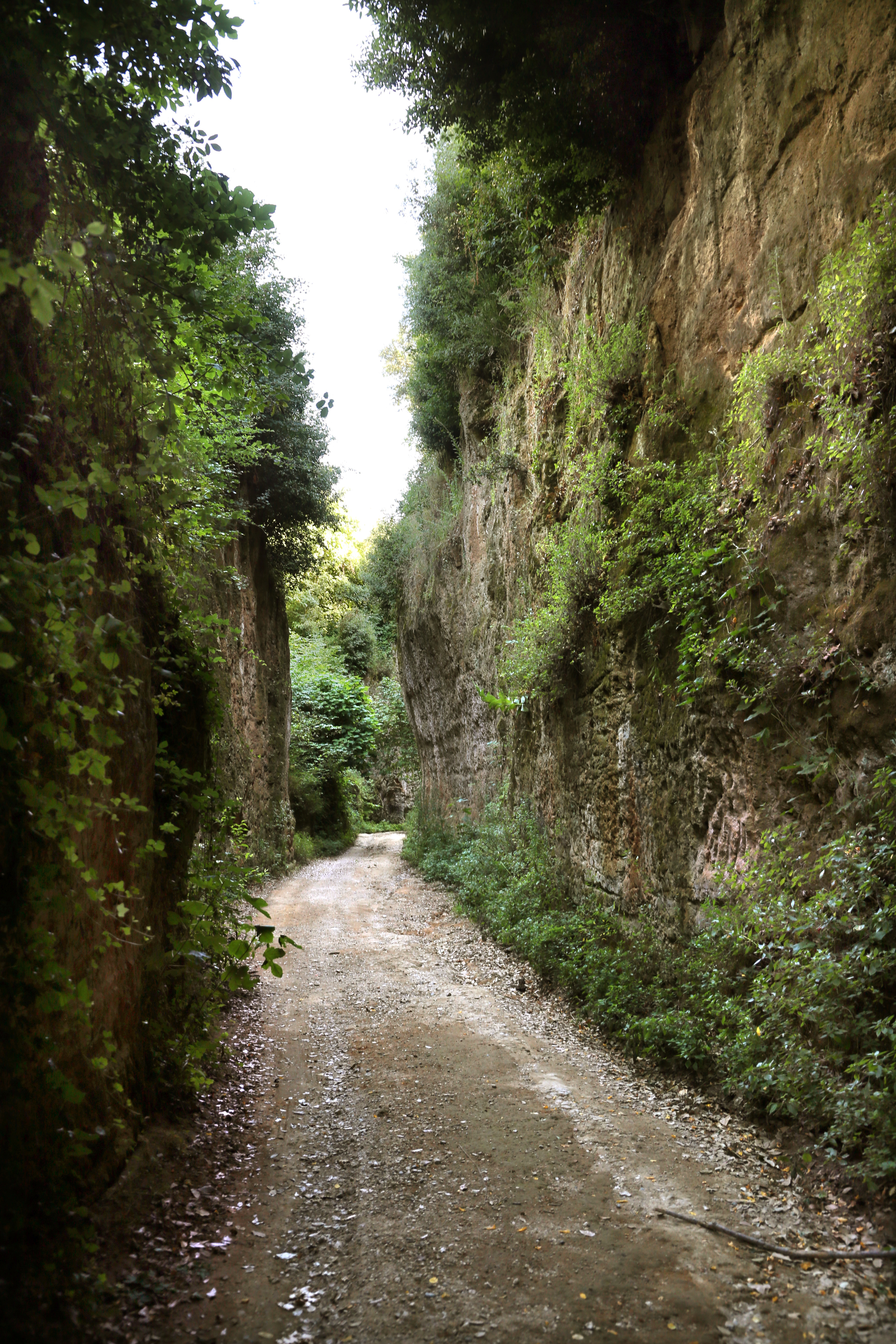
La via Cava

Dopo aver proseguito per poco più di cento metri la via cava, si giunge alla cosiddetta "città dei morti", dove è possibile ammirare le necropoli etrusche. Qui all'interno di una tomba è stata allestita la sepoltura di un'immaginaria coppia di sposi, Velthur e Larthia, con tutto il ricco corredo che era solito accompagnare i defunti (armi, piatti, vasi, oggetti di ornamento), con lo scopo di informare il visitatore dello svolgimento delle pratiche funerarie con l'ausilio di materiale fotografico che riproduce, grazie a dei figuranti, scene rituali etrusche con musica e danze. La visita continua all'interno di un bosco, ricco di querce, cerri e pungitopi, dove è situata la necropoli del Gradone, che presenta una serie di tombe a camera a pianta cruciforme con dromos a gradini del VII secolo a.C. L'area, un tempo proprietà dell'appassionato di archeologia Alisveno Franci, il quale già da tempo aveva reso possibile la visita della necropoli aprendola al pubblico, è oggi di proprietà del Comune di Pitigliano.
Uscendo dalla via cava il sentiero prosegue a destra e conduce alle rive del torrente Meleta: una volta oltrepassato il ponte pedonale si arriva alla monumentale necropoli di San Giovanni, che deve il suo nome dal vicino ponte a otto arcate costruito per volere di Leopoldo II nel 1843 e dedicato a san Giovanni Nepomuceno. La necropoli risale alla seconda metà del VI secolo a.C. ed è composta da varie tombe a camera scavate nel tufo; sono presenti anche una serie di tombe a cassone dell'età ellenistica (II secolo a.C.). Di questa area si rilevano due tombe a struttura monumentale che sono situate alle due estremità: la prima a destra ospita una camera unica con tre porte corniciate – una delle quali finta – che si aprono sull'ingresso (vestibolo) a cielo aperto; l'interno presenta un soffitto piano scolpito a riprodurre sette travi modanate disposte in senso longitudinale all'entrata, lungo il perimetro del soffitto corre una cornice scolpita, tutte le decorazioni a rilievo sono evidenziate da una fascia di colore rosso; l'ultima tomba – denominata porcilaia – sfigurata in età moderna, aveva un grande corridoio (dromos), in parte perduto, attraverso il quale si accedeva ad una prima ampia camera con coppia di pilastri, dei quali si conserva l'attacco al soffitto. L'ingresso al secondo ambiente, in asse con il primo era sormontato da un timpano a rilievo, la seconda camera più stretta oggi ospita l'allestimento della sepoltura del Guerriero. In questa seconda camera il soffitto, leggermente displuviato presenta una trave centrale (columen) a rilievo la quale termina su un timpano, anch'esso a rilievo di dimensioni più piccole di quello situato all'ingresso. Da lontano è visibile l'antica carrareccia che saliva verso Pitigliano collegando la città con la campagna circostante. 
Giunti al termine del percorso, si ritorna all'ingresso percorrendo il sentiero a ritroso.